# Albert Dupontel

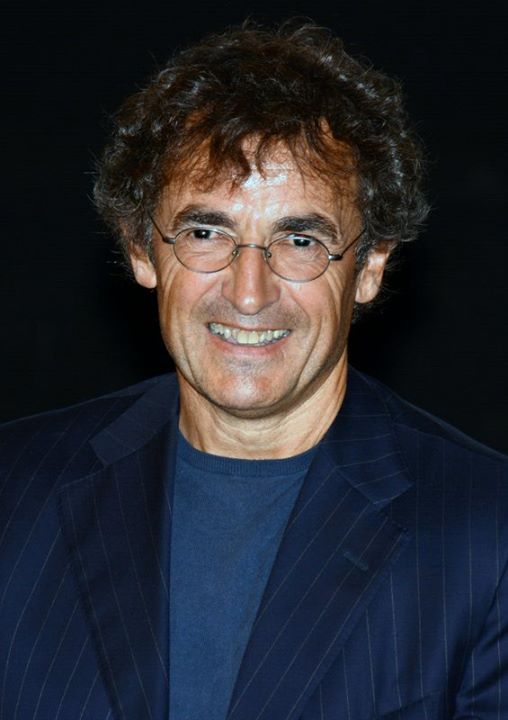
Albert Dupontel (2013)

Albert Dupontel (* 11. Januar 1964 in Saint-Germain-en-Laye, Yvelines; eigentlich Philippe Guillaume) ist ein französischer Komiker, Schauspieler, Filmregisseur und Drehbuchautor.

## Leben
Dupontel wuchs als Sohn eines Ärztepaares in Conflans-Sainte-Honorine auf. Er studierte zunächst vier Jahre lang Medizin, beschloss dann jedoch, sein Studium abzubrechen, um Schauspieler zu werden. An der École du théâtre national de Chaillot in Paris ließ er sich von 1986 bis 1988 zum Schauspieler ausbilden und trat dabei in kleinen Rollen auf der Bühne auf. 1989 ließ er sich für kurze Zeit von Ariane Mnouchkine unterrichten. Nebenbei erhielt er bereits erste kleine Filmrollen wie in Jacques Rivettes Die Viererbande (1989). Erstmals auf sich aufmerksam machen konnte er 1990, als er ein Videoband von seinen Auftritten als Stand-up-Comedian im Théâtre Graslin in Nantes an den Fernsehmoderator Patrick Sébastien schickte, der ihn anschließend in seine Show Carnaval einlud. Sein Auftritt als Komiker verschaffte ihm daraufhin eine Anstellung als Gagschreiber und Darsteller einer Sketch-Show von Canal+, die jedoch nach nur einer Staffel wieder eingestellt wurde. Noch während er beim Fernsehen arbeitete, trat er in Paris von 1990 bis 1992 regelmäßig in seiner One-Man-Show Sale spectacle auf. 1992 stand er erstmals auch hinter der Kamera und drehte mit Désiré einen dystopischen Kurzfilm über gynäkologische Laboratorien der fernen Zukunft.
Mit seinem Langfilmdebüt als Regisseur, der Low-Budget-Produktion Bernie, für die er auch das Drehbuch schrieb und die Titelrolle übernahm, konnte er 1996 mit über einer Million Zuschauern einen beachtlichen Erfolg verbuchen. Die düstere Komödie über einen geistig minderbemittelten und der Gewalt zuneigenden Mann, der mit 30 Jahren ein Waisenhaus verlässt, um seine Eltern zu finden, wurde zudem 1997 mit einer Nominierung für den César in der Kategorie Bestes Erstlingswerk bedacht. Für eine seiner ersten größeren Filmrollen in Jacques Audiards Filmdrama Das Leben: Eine Lüge (1996), das im Frankreich der Nachkriegszeit spielt, war Dupontel noch im selben Jahr auch in der Kategorie Bester Nebendarsteller für den französischen Filmpreis nominiert.
Seine nächste Regiearbeit, Le Créateur (1999), über einen Schriftsteller, der um des besseren Schreibens willen zum Mörder wird, erwies sich bei Kritikern wie Publikum als Flop. Für die Rolle des Mediziners in Michel Devilles Tagebuch eines Landarztes war Dupontel im Jahr 2000 in der Kategorie Bester Hauptdarsteller erneut für den César nominiert. Noch im selben Jahr kam er in der Rolle eines Polizisten in Bertrand Bliers hochkarätig besetzter Filmkomödie Les Acteurs zum Einsatz, die in das mehr oder weniger echte Leben von französischen Schauspielgrößen wie Jean-Paul Belmondo, Jean-Claude Brialy, Alain Delon und Gérard Depardieu eintaucht. 2002 hatte er neben Monica Bellucci und Vincent Cassel eine der drei Hauptrollen in Gaspar Noés Vergewaltigungsdrama Irreversibel inne. Der rückwärts erzählte und wegen seiner expliziten Gewaltszenen kontrovers diskutierte Film hatte bei den Internationalen Filmfestspielen von Cannes seine Premiere und lief im Wettbewerb um die Goldene Palme.
Im Jahr 2004 folgten die Hauptrolle in dem Actionthriller Cash Truck – Der Tod fährt mit an der Seite von Jean Dujardin und eine Nebenrolle in Jean-Pierre Jeunets historischem Filmdrama Mathilde – Eine große Liebe mit Audrey Tautou in der Titelrolle. Zusammen mit Cécile de France, Valérie Lemercier und Claude Brasseur gehörte Dupontel 2006 in der Rolle eines sinnsuchenden Pianisten zur Besetzung des Ensemblefilms Ein perfekter Platz, bei dem Danièle Thompson die Regie führte. In der romantischen Filmkomödie Odette Toulemonde, dem Regiedebüt des Schriftstellers Éric-Emmanuel Schmitt, spielte Dupontel 2007 einen Bestsellerautoren, der in eine Sinnkrise stürzt und erst durch die Liebe zu seiner Verehrerin, gespielt von Catherine Frot, neue Lebenslust entdeckt. Noch im selben Jahr folgten Auftritte in dem Science-Fiction-Thriller Chrysalis – Tödliche Erinnerung und dem Kriegsfilm Intimate Enemies – Der Feind in den eigenen Reihen. 2008 war er zunächst unter der Regie von Cédric Klapisch als Obst- und Gemüsehändler in So ist Paris zu sehen. Anschließend verkörperte er in Jean Beckers Tragikomödie Tage oder Stunden (2008) einen todkranken Mann, der seine Familie verlässt und im Ausland seinen Vater besucht. Für die Filmkomödie Der Klang von Eiswürfeln (2010) stand er als personifizierte Krebserkrankung erneut neben Jean Dujardin und ein weiteres Mal unter der Leitung von Bertrand Blier vor der Kamera.

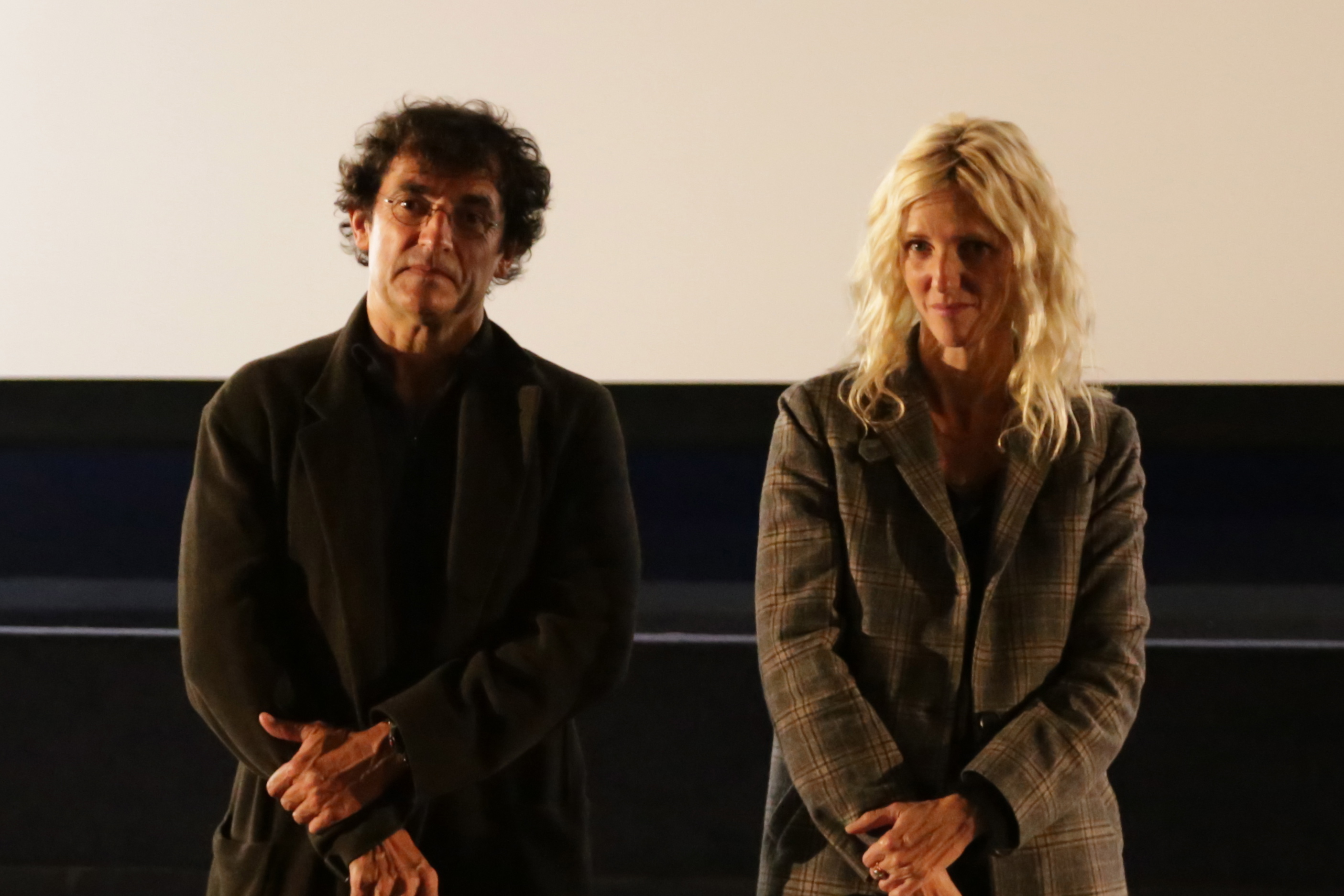
Dupontel mit Sandrine Kiberlain bei der Vorpremiere seines Films 9 mois ferme

Für seine Filmkomödie 9 mois ferme (2013), die insgesamt für sechs Césars nominiert wurde, konnte Dupontel 2014 den César in der Kategorie Bestes Originaldrehbuch gewinnen. Seiner Hauptdarstellerin Sandrine Kiberlain bescherte die Rolle einer Richterin, die von einem mutmaßlichen Verbrecher (Dupontel) ungewollt schwanger wird, den zweiten César ihrer Karriere. In dem Filmdrama Im Gleichgewicht war Dupontel 2015 in der Rolle eines querschnittgelähmten Stuntman nach Ein perfekter Platz erneut an der Seite von Cécile de France zu sehen.
Im Jahr 2018 war sein Film Au revoir là-haut über zwei Soldaten, die nach dem Ersten Weltkrieg Monumente für erfundene Kriegshelden verkaufen, für 13 Césars nominiert. Die Verfilmung des gleichnamigen Romans von Pierre Lemaitre wurde am Ende mit fünf Césars prämiert, unter anderem in den Kategorien Beste Regie und Bestes adaptiertes Drehbuch. Zwei Jahre später übernahm er die Regie, die männliche Hauptrolle und schrieb das Drehbuch zur Tragikomödie Was dein Herz dir sagt – Adieu ihr Idioten! (2020). Die Geschichte um eine schwer kranke Frau in den Vierzigern (dargestellt von Virginie Efira), die sich auf die Suche nach ihrem vor mehr als 25 Jahren zur Adoption freigegebenen Kind macht, gewann 2021 sechs Césars, darunter in den Kategorien Bester Film, Beste Regie und Bestes Originaldrehbuch.
Dupontel, der Vater eines Kindes ist, lebte mehrere Jahre mit Claude Perron zusammen, die in seinem Film Bernie ihr Debüt als Schauspielerin gab und danach mehrfach mit ihm zusammenarbeitete.

## Filmografie (Auswahl)
Als Darsteller
- 1988: Encore
- 1989: Die Viererbande (La bande des quatre)
- 1993: Die dreifache Locke (Chacun pour toi)
- 1994: Giorgino
- 1996: Das Leben: Eine Lüge (Un héros très discret)
- 1996: Bernie
- 1998: Serial Lover – Der letzte räumt die Leiche weg (Serial Lover)
- 1999: Le créateur
- 1999: Tagebuch eines Landarztes (La maladie de Sachs)
- 1999: Eine andere Welt (Du bleu jusqu’en Amérique)
- 2000: Les acteurs
- 2001: L’origine du monde
- 2002: Petites misères
- 2002: Irreversibel (Irréversible)
- 2002: Monique
- 2003: Les clefs de bagnole
- 2004: Cash Truck – Der Tod fährt mit (Le convoyeur)
- 2004: Mathilde – Eine große Liebe (Un long dimanche de fiançailles)
- 2006: Ein perfekter Platz (Fauteuils d’orchestre)
- 2006: Enfermés dehors
- 2006: Avida
- 2006: Président – Ränkespiele der Macht (Président)
- 2007: Odette Toulemonde
- 2007: Jacquou le croquant
- 2007: Chrysalis – Tödliche Erinnerung (Chrysalis)
- 2007: Intimate Enemies – Der Feind in den eigenen Reihen (L’ennemi intime)
- 2008: So ist Paris (Paris)
- 2008: Tage oder Stunden (Deux jours à tuer)
- 2008: Louise Hires a Contract Killer (Louise-Michel)
- 2009: Le vilain
- 2010: Der Klang von Eiswürfeln (Le bruit des glaçons)
- 2011: On the Run (La proie)
- 2011: La brindille
- 2012: Der Tag wird kommen (Le grand soir)
- 2013: 9 mois ferme
- 2015: Im Gleichgewicht (En équilibre)
- 2016: Das Ende ist erst der Anfang (Les premiers, les derniers)
- 2017: Au revoir là-haut
- 2020: Was dein Herz dir sagt – Adieu ihr Idioten! (Adieu les cons)

Als Regisseur und Drehbuchautor
- 1992: Désiré (Kurzfilm)
- 1996: Bernie
- 1999: Le créateur
- 2006: Enfermés dehors
- 2009: Le vilain
- 2013: 9 mois ferme
- 2017: Au revoir là-haut
- 2020: Was dein Herz dir sagt – Adieu ihr Idioten! (Adieu les cons)
- 2023: Second tour

## Auszeichnungen
César

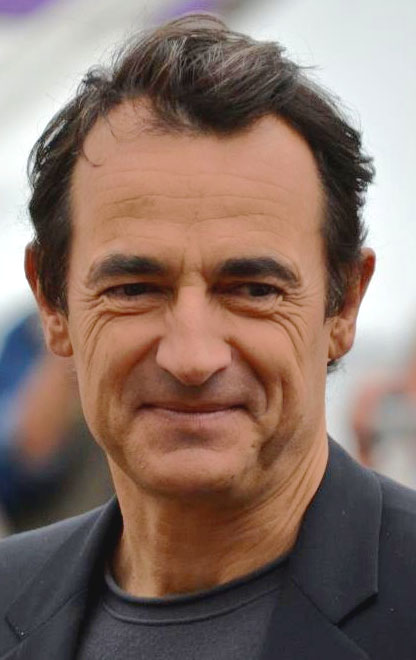
Dupontel 2012 bei den Filmfestspielen von Cannes

- 1997: Nominierung in der Kategorie Bestes Erstlingswerk für Bernie
- 1997: Nominierung in der Kategorie Bester Nebendarsteller für Das Leben: Eine Lüge
- 2000: Nominierung in der Kategorie Bester Hauptdarsteller für Tagebuch eines Landarztes
- 2009: Nominierung in der Kategorie Bester Hauptdarsteller für Tage oder Stunden
- 2014: Bestes Originaldrehbuch für 9 mois ferme
- 2014: Nominierung in den Kategorien Bester Film, Beste Regie und Bester Hauptdarsteller für 9 mois ferme
- 2018: Beste Regie und Bestes adaptiertes Drehbuch (zusammen mit Pierre Lemaitre) für Au revoir là-haut
- 2018: Nominierung in den Kategorien Bester Film und Bester Hauptdarsteller für Au revoir là-haut
- 2021: Bester Film, Beste Regie und Bestes Originaldrehbuch für Was dein Herz dir sagt – Adieu ihr Idioten!
- 2021: Nominierung in der Kategorie Bester Hauptdarsteller für Was dein Herz dir sagt – Adieu ihr Idioten!

Étoile d’Or
- 2014: Bestes Drehbuch für 9 mois ferme

Globe de Cristal
- 2007: Nominierung in der Kategorie Bester Darsteller für Enfermés dehors
- 2009: Nominierung in der Kategorie Bester Darsteller für Tage oder Stunden
- 2014: Nominierung in der Kategorie Bester Darsteller für 9 mois ferme
- 2014: Bester Film für 9 mois ferme
- 2018: Nominierung in den Kategorien Bester Film und Bester Darsteller für Au revoir là-haut

Louis-Delluc-Preis
- 2013: Nominierung in der Kategorie Bester Film für 9 mois ferme

Prix Lumières
- 2014: Nominierung in den Kategorien Beste Regie und Bestes Drehbuch (zusammen mit Laurent Turner) für 9 mois ferme
- 2018: Nominierung in den Kategorien Beste Regie und Bestes Drehbuch (zusammen mit Pierre Lemaitre) für Au revoir là-haut
- 2021: Nominierung in den Kategorien Bester Film, Beste Regie und Bester Darsteller für Adieu les cons

Weitere
- 2007: Chevalier de l’Ordre des Arts et des Lettres (Ritterkreuz des Ordens der Künste und der Literatur)[2]